# صفية فركاش
صفية فركاش (مواليد 1952) أرملة الزعيم الليبي معمر القذافي.

## حياتها ونشأتها
ولدت صفية فركاش محمد في بلدة الوسيطة قرب مدينة البيضاء شرق ليبيا عام 1952م، ترجع أصولها إلى قبيلة البراعصة اللييية، تعلمت في مدارس البيضاء و حازات على شهادة التمريض. كانت ممرضة في إحدى المستشفيات عندما تعرف عليها معمر القذافي و ذلك أثناء تلقيه العلاج جراء وعكة صحية أصابته في العام 1970م ، خطبها من أهلها وعقد عليها بنفس العام. أجنبت له سبعة أولاد، ست أبناء وابنة واحدة، و هم على الترتيب: سيف الإسلام والساعدي والمعتصم بالله وهانيبال وعائشة وسيف العرب وخميس، وقد تبنت طفلين (ميلاد) و(هناء)، و هذه الأخيرة قتلت في غارة جوية قادتها الولايات المتحدة الأمريكية سنة 1986 حيث توفيت وهي في سنتها الرابعة.

## نشاطاتها
في بداية حياتهما الزوجية، لم تظهر صفية فركاش في وسائل الإعلام إلا نادرًا، لكن لاحقًا بدأت تقوم بنشاطات مختلفة، فظهرت في احتفالات ليبيا بالثورة، مع زوجات الرؤساء الضيوف، كما حضرت حفل تخرج فتيات الثورة الليبية من كلية الشرطة في عام 2010.
كما انتخبت فركاش في منتصف عام 2008 نائبة لرئيسة منظمات السيدات الإفريقيات الأوائل على هامش اجتماع زعماء الاتحاد الإفريقي الذي جرى في شرم الشيخ بمصر.

## العقوبات الدولية
فرضت لجنة عقوبات بمجلس الأمن التابع للأمم المتحدة في 24 يونيو 2011 حظرا على سفرها إضافة إلي تجميد أموالها في الخارج، وذلك وفقا لفقرة 15 والفقرة 19 من قرار 1970 الصادر عن المجلس في شهر فبراير 2011.
وفي 11 مارس من نفس العام فرضت وزارة الخزانة الأمريكية عقوبات مالية على صفية فركاش.
وفى 2 مايو 2012 أصدر المجلس الوطنى الإنتقالي الليبي - السلطة الحاكمة بعد سقوط نظام القذافي- قرار 36 لسنة 2012 والتى بموجبه تم وضع أموالها تحت الحارس العام للدولة الليبية.
وفي 3 ديسمبر 2020 منحت لجنة الجزاءات التابعة لمجلس الأمن صفية فركاش إعفاء من الحظر السفر وذلك لأسباب إنسانية، لمدة 6 أشهر يجدد دوريا بأمر من لجنة الجزاءات.
وفي 2 فبراير 2024 وبعد 13 عاماً من العقوبات، مجلس الأمن يرفع حظر السفر عن صفية فركاش أرملة العقيد معمر القذافي بشكل نهائي.

## مغادرة ليبيا
خلال الحرب الأهلية الليبية عام 2011م وبعد سقوط مدينة طرابلس في يد قوات المعارضة في نهاية شهر أغسطس من نفس العام، لجأت صفية فركاش رفقة أبنتها عائشة وإبنها هانيبال وأخيهم غير الشقيق محمد إلي الجزائر، والتي وصلوها يوم الإثنين 29 أغسطس، وبعد فترة قصيرة أستقرت صفية في مصر، بينما أستقر كل من محمد و أخته عائشة في سلطنة عُمان.

## خنساء ليبيا
أطلق عليها لقب خنساء ليبيا وذلك بعد مقتل زوجها وثلاثة من أبنائها على يد حلف شمال الأطلسى - الناتو وقوات المعارضة الليبية سنة 2011م، أولهم سيف العرب الذي قتل في غارة جوية نفذتها مقاتلات من حلف الناتو على منزل العائلة في حى باب عكارة بالعاصمة طرابلس في 30 ابريل 2011م، ثم لحق به أخيه الأصغر خميس في 28 أغسطس من النفس العام على تخوم مدينة بنى وليد ، وبعدها بشهرين وصلها نبأ مقتل زوجها العقيد معمر القذافي وإبنها المعتصم بالله في يوم واحد في مدينة سرت في 20 أكتوبر، ونُقل عنها أنها عندما سمعت خبر مقتل زوجها معمرالقذافي قولها : (شهداء آل القذافي ليسوا أفضل من شهداء ليبيا).